# Championnat d'Italie féminin de water-polo
Le championnat d'Italie de water-polo féminin ou série A1 est une compétition annuelle opposant les meilleurs clubs de water-polo d'Italie. Il est organisé par la Fédération italienne de natation.

## Palmarès féminin
- 1985 : Volturno Sporting Club Santa Maria Capua Vetere
- 1986 : Volturno Sporting Club Santa Maria Capua Vetere
- 1987 : Volturno Sporting Club Santa Maria Capua Vetere
- 1988 : Volturno Sporting Club Santa Maria Capua Vetere
- 1989 : Volturno Sporting Club Santa Maria Capua Vetere
- 1990 : Volturno Sporting Club Santa Maria Capua Vetere
- 1991 : Volturno Sporting Club Santa Maria Capua Vetere
- 1992 : Orizzonte Catania
- 1993 : Orizzonte Catania
- 1994 : Orizzonte Catania
- 1995 : Orizzonte Catania
- 1996 : Orizzonte Catania
- 1997 : Orizzonte Catania
- 1998 : Orizzonte Catania
- 1999 : Orizzonte Catania
- 2000 : Orizzonte Catania
- 2001 : Orizzonte Catania
- 2002 : Orizzonte Catania
- 2003 : Orizzonte Catania
- 2004 : Orizzonte Catania
- 2005 : Orizzonte Catania
- 2006 : Orizzonte Catania
- 2007 : Fiorentina Nuoto[1]
- 2008 : Orizzonte Catania
- 2009 : Orizzonte Catania
- 2010 : Orizzonte Catania[2]
- 2011 : Orizzonte Catania[3]
- 2012 : Pro Recco[4]

## Sources et références
- Palmarès masculin jusqu'en 2006, Fédération italienne de natation, 26 mai 2006 ; page consultée le 2 janvier 2010.
- Palmarès féminin sur Sports123 ; pages consultée le 24 décembre 2009.

1. ↑  Résultats de la phase finale de la série A1 féminine 2007, Fédération italienne de natation.
2. ↑  « Orizzonte campione d'Italia », Fédération italienne de natation, 20 juin 2010.
3. ↑  « Serie A1 femminile. Catania campione d'Italia », 15 mai 2011 ; page consultée le 17 novembre 2011.
4. ↑  « Pro Recco campione d’Italia », Waterpolo Development World, 19 mai 2012 ; page consultée le 19 mai 2012.